# Лукино-Село
Лукино-Село (серб. Лукино Село) — населённый пункт в Сербии, в Воеводине, Средне-Банатском округе, общине Зренянин.

## Население
В селе проживает 598 жителей, из которых совершеннолетних 477. Средний возраст — 39,4 года (мужчины — 37,3 года, женщины — 41,5 года). В населённом пункте 217 домохозяйств, среднее число членов в которых — 2,76 (данные переписи 2002 года).

## Местоположение
Лукино-Село расположено в 11 км к югу от Зренянина, его муниципального центра, хотя южная зона Зренянина, Мужля, находится чуть севернее. На северо-востоке и востоке деревня граничит с деревнями Ечка и Стаичево. Бело-Блато находится на юго-западе.

## Экономика
Деревня основана на сельскохозяйственном производстве. Основными сельскохозяйственными продуктами являются кукуруза, пшеница, подсолнечник и табак, но старое производство овощей, а именно помидоров, все еще существует. В течение некоторого периода овощи были наиболее доминирующими продуктами. Их обычно перевозили в Бело-Блато, где грузили на лодки и перевозили дальше по реке. Земледелие было достаточно развито, но и сегодня оно приходит в упадок. В основном развивается крупный рогатый скот.
Рыболовство также имеет важное значение для экономики деревни, особенно в течение ее истории. Рыбный комплекс назван в честь крупной деревни Ечка, расположенной по соседству от Лукино-Село.
Тем не менее, по состоянию на 2018 год общая экономика находится в очень плохом состоянии. Некоторые из жителей приезжают в Зренянин, чтобы работать на заводе «Dräxlmaier Group». Местное сообщество подсчитало, что численность населения сократилась с 500 человек в 2011 году до 200 в 2018 году в результате политики венгерского правительства.